# Vaqueiros (Alcoutim)
Vaqueiros é uma povoação portuguesa sede da Freguesia de Vaqueiros do Município de Alcoutim, freguesia com 143,94 km² de área e 333 habitantes (censo de 2021), tendo, por isso, uma densidade populacional de 2,3 hab./km², o que lhe permite ser classificada como uma Área de Baixa Densidade (portaria 1467-A/2001)..
Para além do património religioso, como ponto de intessse possui um museu, o Núcleo Museológico de Vaqueiros, igualmente conhecido como Núcleo Museológico Vidas do Campo.
Outro ponto de interesse é o temático Parque Mineiro da Cova dos Mouros.
A ribeira de Odeleite, afluente da margem direita do Guadiana, passa 4 km ao sul de Vaqueiros.

## Demografia
A população registada nos censos foi:
| Distribuição da População por Grupos Etários | Distribuição da População por Grupos Etários | Distribuição da População por Grupos Etários | Distribuição da População por Grupos Etários | Distribuição da População por Grupos Etários |
| -------------------------------------------- | -------------------------------------------- | -------------------------------------------- | -------------------------------------------- | -------------------------------------------- |
| Ano                                          | 0-14 Anos                                    | 15-24 Anos                                   | 25-64 Anos                                   | > 65 Anos                                    |
| 2001                                         | 40                                           | 62                                           | 281                                          | 310                                          |
| 2011                                         | 24                                           | 26                                           | 201                                          | 246                                          |
| 2021                                         | 15                                           | 14                                           | 124                                          | 180                                          |

## Património religioso
- Igreja Matriz de Vaqueiros
- Capela de São Bento